# Jasień (Danzica)
Jasień (in tedesco: Nenkau) è una frazione di Danzica, situata nella parte sud-occidentale della città.